# Miya Muqi
Miya Muqi, född 20 maj 1987 i Yunnan, Kina är en kinesisk modell och skådespelare. Hon har också blivit utnämnd till Kinas mest populära yogainstruktör.
Muqi började modella när hon endast var 14 år gammal och kom sedan att förutom vara modell även bli professionell yogainstruktör, dansare och lärare i taekwondo. Hon är känd för att ha varit med i filmer som Kung-Fu Yoga från 2017.

## Filmografi (i urval)
| År   | Titel         | Roll   |
| ---- | ------------- | ------ |
| 2014 | Tomb Robber   |        |
| 2016 | Monkey King 2 |        |
| 2017 | Kung-Fu Yoga  | Nuomin |